# Monumento della Dichiarazione d'Indipendenza
Il Monumento della Dichiarazione d'Indipendenza (in azero: İstiqlal Bəyannaməsi abidəsi) è un monumento che si trova a Baku e commemora l'indipendenza dell'Azerbaigian che venne proclamata il 28 maggio del 1918.

## Descrizione
La parte inferiore del monumento è in granito, quella superiore in marmo bianco. Nella prima è presente il testo della dichiarazione d'indipendenza e i nomi dei firmatari, mentre la seconda accoglie lo stemma dello Stato. Il monumento fu costruito nell territorio del distretto di Sabail , tra l’Istituto dei Manoscritti dell’Accademia Nazionale delle Scienze dell’Azerbaigian e l’Università di Stato dell'Economia di Azerbaigian.

## Storia
La costruzione del monumento fu ordinata dal Presidente della Repubblica dell'Azerbaigian il 25 maggio 2006, assieme a quella del Museo dell'Indipendenza. L'inaugurazione ebbe luogo il 25 Maggio 2007.